# Jauhen Redskin
Jauhen Leanidawitsch Redskin (belarussisch Яўген Леанідавіч Рэдзькін, russisch Евгений Леонидович Редькин, Transkription Jewgeni Leonidowitsch Redkin, wiss. Transliteration Evgenij Leonidovič Red'kin; * 2. Februar 1970 in Chanty-Mansijsk) ist ein ehemaliger sowjetischer und nach deren Auflösung belarussischer Biathlet.
Bei den Olympischen Spielen 1992 in Albertville gewann er die Goldmedaille über 20 Kilometer im Biathlon vor Mark Kirchner und dem Schweden Mikael Löfgren.